# Pierre des Molins
Pour les articles homonymes, voir Molins.
Pierre des Molins (fl.  dernière moitié du XIVe siècle) est un compositeur parisien du XIVe siècle. Son nom est donné comme « P. des Molins » dans le Codex Chantilly et « Mulino » dans le codex, Paris, Bibl. Nat. MS ital. 568. Il est l'auteur de deux œuvres, à la fois parmi les plus transmises des pièces musicales du XIVe siècle, notamment en Italie et dans les pays de langue allemande : la ballade De ce que fol pensé et le rondeau Amis, tout dous [le] vis.

## Biographie
Il n'existe aucune information biographique fiable sur Molins. Dans plusieurs sources – notamment une version probablement pour clavier d'un copiste flamand – le titre du rondeau la Muas, tout dous [le] vis, est donné comme Molendium de Paris (Die Molen van Parijs, Moulins de Paris), le nom du compositeur ayant été probablement mal interprété en raison du rythme expressif de la pièce,. Craig Wright suggère qu'il était le musicien de la cour de Jean II, Roi de France, nommé « Perotus de Molyno », le plaçant en Angleterre à partir de 1357 jusqu'à 1359. La référence où le poète se plaint d'être loin de sa bien-aimé, obligé « d'ainsy languir en estrange contree » dans De ce que fol, pourrait se référer à la captivité de la cour sous le règne du Roi Édouard III. Auparavant, Suzanne Clercx et Richard Hoppin ont suggéré qu'il pourrait avoir été le Petrus de Molendino, civis parisiensis mentionné en liaison avec le Pape Clément VI en 1345. Ursula Günther pour sa part, l'a relié provisoirement avec un Perrotum Danielis alias del moli, à partir d'un document de 1387, avec le chancelier du Duc de Berry, Philippe de Moulins mentionné en 1368 et 1371.

## Sources musicales
De ce que fol pensé, apparaît dans douze sources. Dans l'une des sources (Strasbourg 222) la pièce est attribuée à Guillaume de Machaut, une attribution universellement rejetée par les spécialistes. Amis, tous dous [le] vis, apparaît dans huit sources musicales et est cité dans Il Solazzo par Simone de' Prodenzani.

## Enregistrements
De ce que fol pensé, a été enregistré (parmi d'autres) par l'ensemble Capilla Flamenca (Zodiac, 2004), l'Ensemble Alta Musica (Wolkenstein, 2002), l'Ensemble Project Ars Nova (Ars Magis Subtiliter), par Liber Unusualis (Unrequited, 2003) et Alla Francesca (D'amours loial servant, 1999).
Amis, tous dous, a été enregistré par l'Ensemble Alta Musica (Alta musica), le Early Music Consort of London (Art of Courtly Love, 1973) et Andreas Scholl & Shield of Harmony (Oswald von Wolkenstein - Songs of Myself, 2010).